# حبيل مرجان (ردفان)

تعديل مصدري - تعديل

حبيل مرجان هي إحدى قرى عزلة الحبيلين بمديرية ردفان التابعة لمحافظة لحج، بلغ تعداد سكانها 84 نسمة حسب تعداد اليمن لعام 2004.